# فرانس ماسين
فرانس ماسين (بالهولندية: Frans Maassen)‏ مواليد 27 يناير 1965 في هولندا، هو دراج هولندي في صنف سباق الدراجات على الطريق.

## سباقات أو مراحل فاز بها
- طواف فرنسا
- بطولة العالم لسباق الدراجات على الطريق

## روابط خارجية
- فرانس ماسين على موقع أرشيف الدراجات (الإنجليزية)
- فرانس ماسين على موقع إحصائيات الدراجات الإحترافية (الإنجليزية)
- فرانس ماسين على موقع CycleBase (الإنجليزية)